# Quoted-printable
Quoted-printable kódolás olvasható/nyomtatható karakterekké alakít tetszőleges bináris - angol ABC-n kívüli - tartalmat (karakterkészlete az angol ABC betűi, számok és az egyenlőség jel (=)). Felhasználható arra, hogy 8 bit-es adatot 7 bit-es csatornán továbbítsunk. Ezt a kódolási formát használja a MIME formátum az internetes levelezésben, e-mail-ezésben.

## RFC
- RFC 1521 (elévült)
- RFC 2045 (MIME)

## Külső hivatkozások
- Internetes quoted-printable kódoló (szabadon használható)